# DAO-12
Die DAO-12, auch bekannt als „Streetsweeper“, ist eine zwölfschüssige Flinte. Sie wird offiziell nur in Südafrika eingesetzt. Ihr ursprünglicher Name lautet Armsel Striker 12. Ihr Verwendungszweck besteht beim Militär im Häuserkampf; Polizeikräfte setzten sie (meist mit Gummigeschossen geladen) zur Auflösung von Demonstrationen und Aufständen ein.

## Entwicklung
Die DAO-12 wurde Ende der 1970er-Jahre im zu dieser Zeit noch bestehenden Rhodesien von Hilton Walker entworfen. Nach dem Ende der Republik Rhodesien zog Walker mit seinen Plänen nach Südafrika. Hier baute er die ersten Exemplare, die sich von dort aus schnell über die ganze Welt verbreiteten. In den späten 1980er-Jahren überarbeitete er sein Konzept, denn bei diesen Modellen musste vor einem Schuss jeweils die Trommel weitergedreht werden, wie bei einem Single-Action-Revolver üblich. Die überarbeitete Version hieß Armsel Striker Protecta und hatte einen Double-Action-Abzug. Die neueste Version heißt Protecta Bulldog; sie ist eine Double-Action-Only-Waffe, besitzt einen gekürzten Lauf und verfügt nicht über eine Schulterstütze.

## Modellversionen
- Armsel Striker 12 (Ursprungsversion)
- Armsel Striker 12 „Protecta“ (verbesserte Version mit Double Action)
- Armsel Striker 12 „Protecta Bulldog“ (verbesserte Version mit Double-Action-Only und verkürztem Lauf, ohne Schulterstütze)

## Technik
Die Waffe arbeitet wie ein Revolver mit Trommel und reinem Spannabzug. Daher auch der Name DAO: double action only. Das Spannen der Waffe und das Rotieren der Trommel wird jedoch nicht allein durch das Betätigen des Abzuges bewirkt, in jenem Fall wäre der Abzugswiderstand viel zu hoch. Stattdessen befindet sich im Innern der Trommel eine aufziehbare Feder, deren Kraft den Mechanismus vorantreibt und ein schnelles Feuern ermöglicht. Verschossene Hülsen werden erst beim nächsten Schuss ausgestoßen, indem ein aus dem Lauf abgezweigter kleiner Teil der Pulvergase die jeweils daneben liegende Kammer leert. Die Trommel wird nur zum Säubern ganz entfernt, zum Aufmunitionieren müssen die Patronen einzeln durch eine Ladeklappe eingeführt werden.